# Felice Damiani
Pour les articles homonymes, voir Damiani.

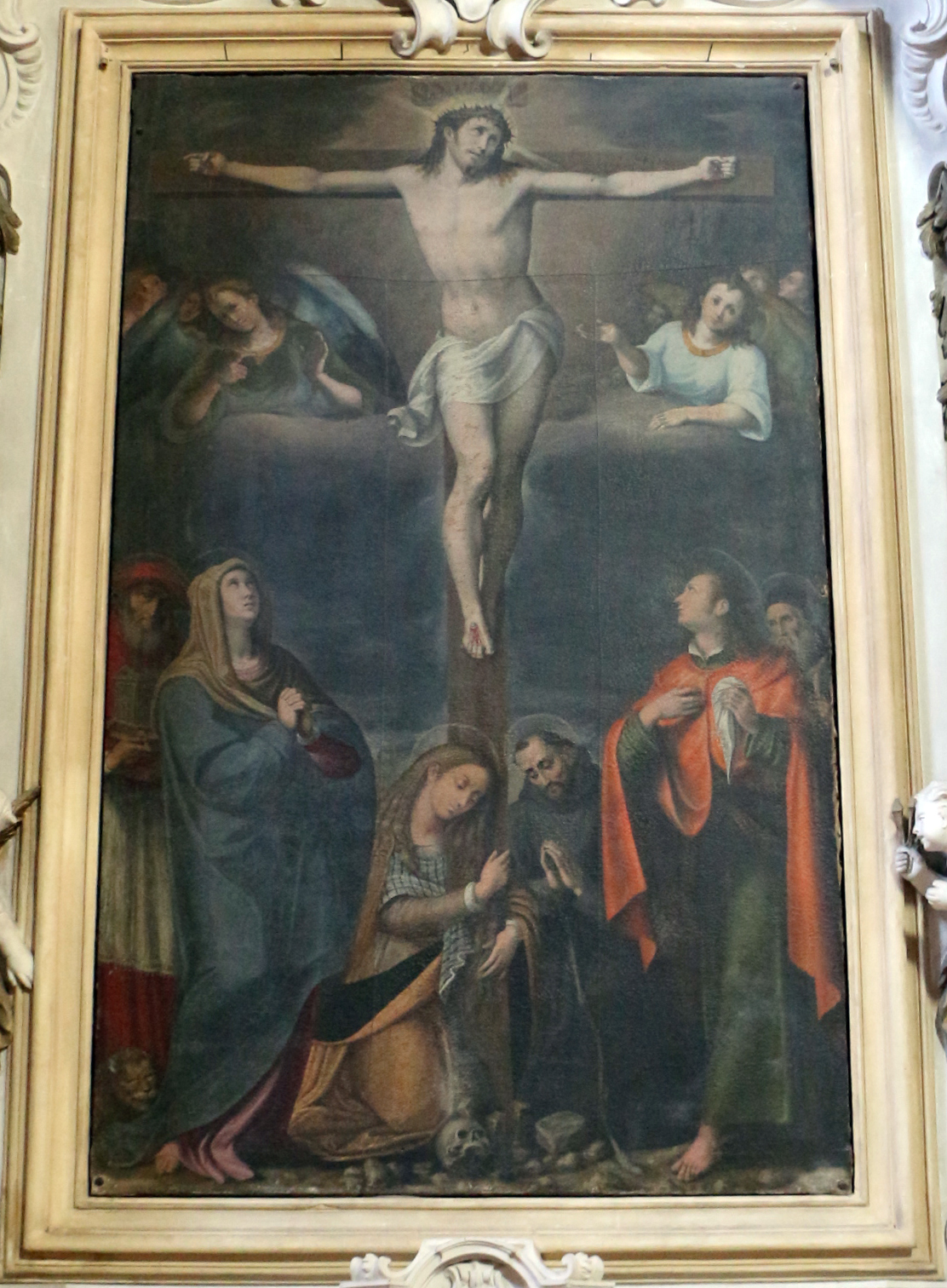
Crucifixion and saints, Sant'Agostino (Gubbio)

Felice Damiani dit Felice da Gubbio est un peintre italien maniérisme, originaire de Gubbio, qui fut  actif de 1584 à 1606 dans les Marches.

## Biographie
Le peintre  Pier Angelo Basili fut son élève.

## Œuvres
- Baptême de saint Augustin, église Sant'Agostino,
- Adoration des mages (1603), église San Domenico, Gubbio.
- Madonna de'Lumi, église de  San Severino Marche.
- Martyre de saint Paul, église de  Recanati.
- Mane Nobiscum Domine, Palazzo Comunale, Cantiano.
- Santo Alberto avec la Vierge des saints et des donateurs, Santuario Maria SS. delle Vergini in Macerata.
- Fresques au Castello Brancaleoni de Piobbico.
- Retables, Sanctuaire de Lorette.

## Sources
- (en) Cet article est partiellement ou en totalité issu de l’article de Wikipédia en anglais intitulé « Felice Damiani » (voir la liste des auteurs).